# Used Songs 1973-1980
Used Songs 1973–1980 — компіляція автора-виконавця Тома Вейтса, видана в 2001 році. Компіляція охоплює восьмирічну творчість Вейтса періоду Asylum Records до переходу на Island Records, тобто такі альбоми: Closing Time, The Heart of Saturday Night, Nighthawks at the Diner, Small Change, Foreign Affairs, Blue Valentine і Heartattack and Vine.

## Список композицій
| #   | Назва                                                          | Перше видання                                 | Тривалість |
| --- | -------------------------------------------------------------- | --------------------------------------------- | ---------- |
| 1.  | «Heartattack and Vine»                                         | на альбомі Heartattack and Vine (1980)        | 4:44       |
| 2.  | «Eggs and Sausage (In a Cadillac With Susan Michelson)»        | на альбомі Nighthawks at the Diner (1975)     | 4:23       |
| 3.  | «A Sight for Sore Eyes»                                        | на альбомі Foreign Affairs (1977)             | 4:41       |
| 4.  | «Whistlin' Past the Graveyard»                                 | на альбомі Blue Valentine (1978)              | 3:16       |
| 5.  | «Burma Shave»                                                  | на альбомі Foreign Affairs (1977)             | 6:33       |
| 6.  | «Step Right Up»                                                | на альбомі Small Change (1976)                | 5:40       |
| 7.  | «Ol' '55»                                                      | на альбомі Closing Time (1973)                | 3:58       |
| 8.  | «I Never Talk to Strangers»                                    | на альбомі Foreign Affairs (1977)             | 3:38       |
| 9.  | «Mr. Siegal»                                                   | на альбомі Heartattack and Vine (1980)        | 5:14       |
| 10. | «Jersey Girl»                                                  | на альбомі Heartattack and Vine (1980)        | 5:10       |
| 11. | «Christmas Card from a Hooker in Minneapolis»                  | на альбомі Blue Valentine (1978)              | 4:32       |
| 12. | «Blue Valentines»                                              | на альбомі Blue Valentine (1978)              | 5:51       |
| 13. | «(Looking for) The Heart of Saturday Night»                    | на альбомі The Heart of Saturday Night (1974) | 3:51       |
| 14. | «Muriel»                                                       | на альбомі Foreign Affairs (1977)             | 3:34       |
| 15. | «Wrong Side of the Road»                                       | на альбомі Blue Valentine (1978)              | 5:14       |
| 16. | «Tom Traubert's Blues (Four Sheets to the Wind in Copenhagen)» | на альбомі Small Change (1976)                | 6:35       |

## Учасники запису
- Том Вейтс — вокал, фортепіано, акустична гітара, електрогітара
- Роланд Ботіста, Пітер Клімс — акустична гітара
- Рей Кроуфорд, Роланд Ботіста, Елвін «Шайн» Робінсон — електрогітара
- Джим Хьюхарт, Ларрі Тейлор, Грег Коен, Скотт Едвардс, Білл Пламмер — бас-гітара
- Ронні Баррон, Гарольд Баттіст — фортепіано
- Девілль Гонга, Майк Мелвін — електронне фортепіано
- Чарльз Кінард — орган
- Джон Томассі, Білл Гудвін, Шеллі Манн, Ерл Палмер, Джон Сітер, Чіп Вайт — барабани
- Віктор Фелдман, Джим Гордон — перкусія
- Маррі Адлер, Ізраель Бейкер, Гаррі Блюстоун, Натан Капрофф, Джордж Каст, Марвін Лімонікк, Альфред Люстгарден, Натан Росс, Шелдон Санов — скрипка
- Сем Бохосіан, Аллан Харсхем, Девід Шварц — альт
- Джессі Ерліч, Рей Келлі, Ед Люстгарден, Кетлін Люстгарден — віолончель
- Джек Шелдон — труба
- Френк Вікарі, Піт Крістлейб, Герберт Хардесті, Плас Джонсон, Лью Табаккін — тенор-саксофон
- Плас Джонсон — баритон-саксофон
- Бетт Мідлер, Джон Сітер — бек-вокал
- Джеррі Єстер, Боб Алківар — аранжування, диригування